# دارن دالتون
دارن دالتون (به انگلیسی: Darren Dalton) (زاده ۹ فوریه ۱۹۶۵) بازیگر آمریکایی است.
از فیلم‌های معروف او می‌توان به بازی در فیلم های سپیده‌دم سرخ، بیگانگان اشاره کرد.